# شور أباد (مقاطعة فهرج)
شور أباد (بالإنجليزية: Shurabad, Fahraj)‏ هي مستوطنة تقع في ناحية نغين كوير في إيران. يقدر عدد سكانها بـ 670 نسمة بحسب إحصاء 2016.